# Vidarbha

Lage von Vidarbha innerhalb Indiens (Verwaltungsgrenzen vor 2014)

Vidarbha (Marathi विदर्भ) bezeichnet eine Region im Osten des indischen Bundesstaates Maharashtra mit Hauptort Nagpur. Die Region hebt sich durch eine Reihe von Besonderheiten vom übrigen Maharashtra ab. In der Vergangenheit und Gegenwart gab bzw. gibt es Bestrebungen, Vidarbha zu einem eigenen Bundesstaat Indiens zu erheben.

## Begriffsklärung, Bevölkerung und Geografie

Die sechs Divisionen von Maharashtra. Vidarbha setzt sich aus den beiden Divisionen Amravati und Nagpur zusammen

Die Grenzen von Vidarbha sind nicht eindeutig definiert und die Bezeichnung hat keinen quasi „offiziellen“ Status. Im Allgemeinen wird unter „Vidarbha“ das Gebiet der Divisionen Nagpur und Amravati innerhalb Maharashtras verstanden. Zusammen umfassen die beiden Divisionen 11 Distrikte von Maharashtra: Amravati, Akola, Bhandara, Buldhana, Chandrapur, Gadchiroli, Gondia, Nagpur, Wardha, Washim und Yavatmal. Die gesamte, vom Purna River entwässerte Region umfasst etwa 97.382 km² (46,090 km² Division Amravati, 51,336 km² Division Nagpur; etwas weniger als die Bundesländer Bayern und Baden-Württemberg zusammengenommen, bzw. etwas mehr als die Fläche Österreichs). Nach dem Zensus von 2011 lebten 21,93 Millionen Menschen in Vidarbha (10,7 Mio. in Nagpur, 11,3 Mio. in Amravati). Die Bevölkerungsdichte lag 2011 bei 225 Einwohnern/km². In Vidarbha leben damit etwa 19,5 % der Bevölkerung auf 31,6 % der Landesfläche Maharashtras. Die dominierende Sprache von Vidarbha ist Marathi in der lokalen Variante Varhadi. Daneben spielen noch Hindi, Gondi und Telugu eine gewisse Rolle. Dominierende Religion ist wie im übrigen Maharashtra der Hinduismus (80,1 %, Maharashtra gesamt: 79,8 %), daneben besteht eine starke buddhistische Gemeinschaft (10,9 %, Maharashtra gesamt: 5,8 %), und an dritter Stelle folgt der Islam (8,0 %, Maharashtra gesamt: 11,5 %).
Im Westen grenzt Vidarbha an die Marathwada- und Khandesh-Regionen von Maharashtra, im Norden an Madhya Pradesh, im Osten an Chhattisgarh und im Süden an Telangana. Geografisch liegt Vidarbha am nordöstlichen Rand des Dekkan-Plateaus und das Klima ist daher heiß und im westlichen Teil relativ trocken, aber insgesamt regenreicher, als beispielsweise im angrenzenden Marathwada und Khandesh. Produkte der Landwirtschaft sind vor allem Baumwolle, Orangen und Reis. An Bodenschätzen gibt es Steinkohle, Bauxit, Eisen-, Mangan- und Chromerz, Silikate, sowie Kalkstein. Vidarbha beherbergt den größten Teil der bisher bekannten Bodenschätze von Maharashtra. Trotz der landwirtschaftlichen Nutzung und dichten Besiedlung gibt es immer noch größere Waldgebiete. Etwa 56 % der Wälder Maharashtras liegen in Vidarbha, 39 % im westlichen Maharashtra und 5 % in Marathwada. Wirtschaftlich gilt Vidarbha als weniger entwickelt als das westliche Maharashtra, insbesondere als die Agglomeration Mumbai.

## Geschichte

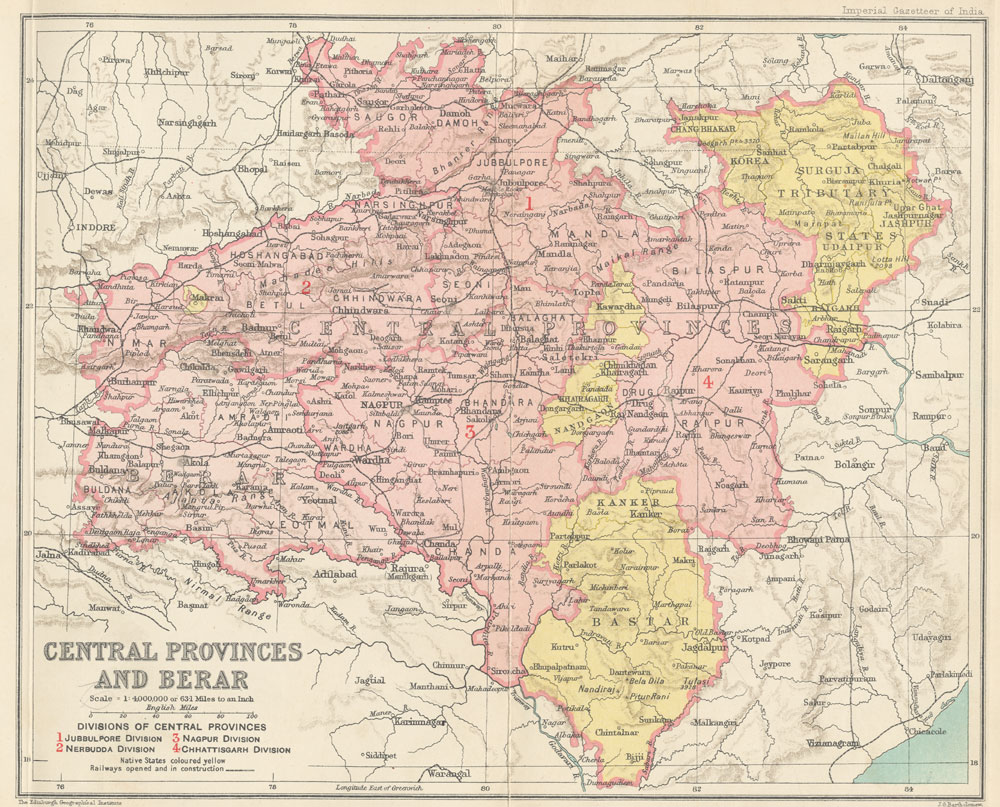
Karte aus dem Jahr 1909 mit den Central Provinces und der Provinz Berar (in hellrosa)

Im Mittelalter gerieten große Teile Südindiens unter die Herrschaft verschiedener muslimischer Maharajas und Sultane. Diese wurden im 16. und 17. Jahrhundert wenn auch zum Teil nur oberflächlich in das Mogulreich eingegliedert, das etwa um das Jahr 1700 seine größte Ausdehnung erreichte. Danach verfiel die Machtposition des Mogulreichs rapide und in Zentralindien übernahmen zunächst die Marathen die Herrschaft. Die Marathen unterlagen jedoch letztlich den Armeen der Britischen Ostindien-Kompanie, die nach und nach große Teile Indiens annektierte. Im östlichen Teil Vidarbhas etablierte sich 1818 das Fürstentum Nagpur als britischer Vasallenstaat. Als der letzte Maharaja von Nagpur im Jahr 1853 ohne männliche Nachkommen starb, wurde sein Land gemäß der doctrine of lapse von der Britischen Ostindien-Kompanie annektiert und verwaltungsmäßig in die Central Provinces eingegliedert. Der westliche Teil von Vidarbha (etwa die heutige Division Amravati) kam unter dem Namen Berar ab 1724 nominell unter die Oberhoheit des Nizams von Hyderabad. In einem Vertrag mit der Britischen Ostindien-Kompanie 1853 überließ der Nizam gegen eine regelmäßige Rentenzahlung die Verwaltung von Berar den Briten, blieb jedoch formell der Landesherr. 1936 wurden beide Provinzen zu den Central Provinces and Berar fusioniert.
Nach der Unabhängigkeit Indiens 1947 wurden die verschiedenen indischen Fürstenstaaten bis 1950 nach und nach in den neuen Staat integriert. Die Grenzziehung der nach Verabschiedung der Verfassung 1950 neu gebildeten Bundesstaaten orientierte sich noch weitgehend an den Verwaltungsgrenzen der Kolonialzeit. Der in Zentralindien neu gebildete Bundesstaat Madhya Pradesh entsprach weitgehend den früheren britischen Central Provinces and Berar unter Anschluss einiger kleinerer Fürstenstaaten. Die Rufe nach einer Neugliederung des indischen Staatsgebiets nach ethnischsprachlichen Gesichtspunkten wurden jedoch immer lauter, so dass Premierminister Jawaharlal Nehru 1953 die States Reorganisation Commission einsetzte, die sich mit einer Neugliederung der Bundesstaaten Indiens befassen sollte. Die Kommission legte 1955 ihre Vorschläge vor. Der ursprüngliche Vorschlag sah die Abtrennung Vidarbhas von Madhya Pradesh und die Umwandlung des Gebiets in einen eigenen Bundesstaat vor. Dem stand die „Bewegung für ein vereinigtes Maharashtra“ (Samyukta Maharashtra Andolan) entgegen, die einen Bundesstaat anstrebte, der alle Marathi-Sprecher umfassen sollte. In einer Übereinkunft vom 28. September 1953, die unter der Bezeichnung Nagpur Agreement bekannt wurde, einigten sich Politiker aus den verschiedenen Teilen des Marathi-Sprachgebiets auf gemeinsame Standpunkte. Im Nagpur Agreement wurde die Bildung eines Bundesstaats, der das zusammenhängende Marathi-Sprachgebiet umfassen sollte, gefordert. Die Regierung dieses Staates sollte anteilig aus Vertretern der verschiedenen Landesteile, entsprechend deren Bevölkerungszahl zusammengesetzt sein. Zwei High Courts sollten eingerichtet werden, einer in Bombay, der andere in Nagpur. Die Ressourcen des Staates sollten den Landesteilen anteilig zugutekommen, wobei unterentwickelte Landesteile speziell gefördert werden sollten (hier wurde explizit Marathwada genannt). Mindestens eine Sitzung des Parlaments des zu bildenden Staates sollte jedes Jahr nicht in der Hauptstadt Bombay, sondern in Nagpur abgehalten werden.
Die Diskussionen um die Vorschläge der States Reorganisation Commission führten letztlich dazu, dass die Idee eines separaten Bundesstaates Vidarbha verworfen wurde. Vidarbha wurde im States Reorganisation Act 1956 an den Bundesstaat Bombay angegliedert, der wiederum nur vier Jahre später 1960 in die beiden Bundesstaaten Gujarat und Maharashtra geteilt wurde. Vidarbha ist seitdem Teil von Maharashtra.

## Autonomiebestrebungen
Seit der Eingliederung in Maharashtra ist die Frage nach einer Abspaltung Vidarbhas als separater Bundesstaat wiederholt neu gestellt worden. Insbesondere gingen die Meinungen darüber auseinander, ob die Vereinbarungen des Nagpur Agreements wirklich eingehalten wurden. Befürworter einer Eigenständigkeit wiesen auf die wirtschaftliche Rückständigkeit Vidarbhas im Vergleich zur Küstenregion Mahrashtras hin und führten dies als Beleg für die Vernachlässigung durch die Regierung in Bombay/Mumbai an. Die großen politischen Parteien haben zu dieser Frage unterschiedliche Standpunkte bezogen. Die Bharatiya Janata Party (BJP) sprach sich in ihrem Wahlprogramm vor der Parlamentswahl 1998 für die Schaffung eines Staates Vidarbha aus, wozu es dann in den anschließenden Regierungsjahren aber nicht kam. In den BJP-Wahlprogrammen der folgenden Wahlen tauchte der Programmpunkt nicht mehr auf, möglicherweise aus Rücksicht auf den Koalitionspartner Shiv Sena in Maharashtra, der eine Abspaltung Vidarbhas strikt ablehnt. Einzelne BJP-Politiker, wie der aus Nagpur stammende ehemalige BJP-Vorsitzende Nitin Gadkari verfechten aber weiter offen diesen Standpunkt. Die Kongresspartei verhielt sich ursprünglich in dieser Frage ablehnend, übernahm dann aber vor der Parlamentswahl 2014 die Forderung nach Eigenstaatlichkeit in ihr Wahlprogramm, entfernte den Programmpunkt im Oktober 2014 aber wieder aus ihrem Wahlmanifest. Der Parteivorsitzende der Nationalist Congress Party Sharad Pawar sprach sich im Oktober 2014 für einen Volksentscheid über die Frage aus.
Vidarbha ist berüchtigt für die hohe Rate an Suiziden von Bauern. Im Jahr 2014 wurden nach Daten des National Crime Record Bureau in Indien landesweit 5.650 Selbsttötungen von Bauern registriert, davon 2.568 alleine aus Maharashtra, das etwa 1/10 der indischen Bevölkerung beherbergt. Innerhalb Maharashtras war Vidarbha überproportional betroffen. Von Unabhängigkeitsbefürwortern wird dies häufig als Beleg für die wirtschaftliche Vernachlässigung der Region durch die Zentralregierung angeführt. Wissenschaftliche Untersuchungen ergaben jedoch, dass die Gründe hierfür wohl nicht nur rein wirtschaftlicher, sondern komplexerer Natur sind. Als einer der Gründe wird zwar Überschuldung genannt (wobei es häufig um vergleichsweise geringe Summen von umgerechnet wenigen Hundert Euro geht), aber auch Missernten, Enttäuschung über ausbleibende staatliche Hilfe in wirtschaftlichen Krisenzeiten, Familienstreitigkeiten, persönliche Probleme, Alkoholismus und andere.
Erheblichen Aufwind erhielt die pro-Vidarbha-Bewegung durch den Beschluss des indischen Parlaments im Jahr 2013, in direkter Nachbarschaft zu Vidarbha einen eigenen neuen Bundesstaat Telangana aus Teilen von Andhra Pradesh zu schaffen. Im Jahr 2014 wurde dieser Beschluss Realität. Es gibt allerdings eine Reihe von Unterschieden zwischen Telangana und Vidarbha. In letzterem gibt es bisher keine politische Regionalpartei oder Massenbewegung, wie es sie in Form von Telangana Rashtra Samithi und anderen in Telangana gab. Im Fall von Telangana wollte sich eine vermeintlich potentiell wohlhabende (gemessen am Steueraufkommen) von einer ärmeren Region abspalten, im Fall von Vidarbha wäre die Situation genau umgekehrt, d. h. Vidarbha müsste damit rechnen, dass die Subventionen, die bisher aus der Küstenregion ins Landesinnere geflossen sind, bei einer Abspaltung versiegen würden.
In Reaktion auf die Unzufriedenheiten in der Region legte die Regierung in Mumbai umfangreiche Entwicklungsprogramme für Vidarbha auf.